# El juí d'Alcàsser
El juí d'Alcàsser (en valenciano El juicio de Alcácer) fue un programa de televisión emitido por Canal 9, la televisión autonómica valenciana, en el que se trataba el caso del crimen de Alcácer, un suceso que conmocionó a España en 1992. El programa se emitió en paralelo al juicio contra Miguel Ricart, uno de los acusados del crimen, y contó con la participación de Fernando García (el padre de una de las niñas asesinadas) y Juan Ignacio Blanco (uno de los periodistas que investigaron el caso) y que se convirtieron en figuras mediáticas. El programa generó controversia por su enfoque sensacionalista y por las acusaciones que se vertieron en él.